# Cementerio Founders Memorial
Founders Memorial Cemetery, también conocido como Founders Memorial Park, es el cementerio más antiguo de Houston, Texas, Estados Unidos. Fundado en 1836, originalmente se conocía como "Cementerio de la ciudad" y se inauguró junto con la fundación de la ciudad de Houston en lo que ahora es el Cuarto Distrito, cerca del borde del centro de Houston. El cementerio es propiedad del Departamento de Parques y Recreación de Houston y también es un parque público. El sitio de dos acres está designado como "Cementerio histórico de Texas" por la Comisión Histórica de Texas y presenta muchas tumbas de ciudadanos de la República de Texas, incluido el cofundador de Houston , John Kirby Allen, y veteranos de la Revolución de Texas. En consecuencia, el cementerio contiene el segundo mayor número de monumentos del centenario de Texas, sólo detrás del Cementerio Estatal de Texas.  Se encuentra junto al cementerio Beth Israel, que es el cementerio judío más antiguo de Texas.

## Historia
El cementerio se inauguró en 1836 simplemente como "cementerio de la ciudad" para dar cabida a un número creciente de muertes en Houston. Se consideró que el sitio elegido estaba en las afueras del pueblo. Sin embargo, en 1840, el cementerio estaba casi lleno. Se creó otro cementerio de la ciudad en la ubicación actual del Hospital Jefferson Davis, y este sitio finalmente se conoció como "Cementerio de la Ciudad Vieja" para diferenciarlo de los demás. En abril de 1936, el cementerio fue restaurado por la Asociación Centenario de San Jacinto y fue nombrado oficialmente "Parque Memorial de los Fundadores".  En 1947, el Departamento de Parques y Recreación de Houston comenzó a mantener el cementerio. 

## Entierros notables

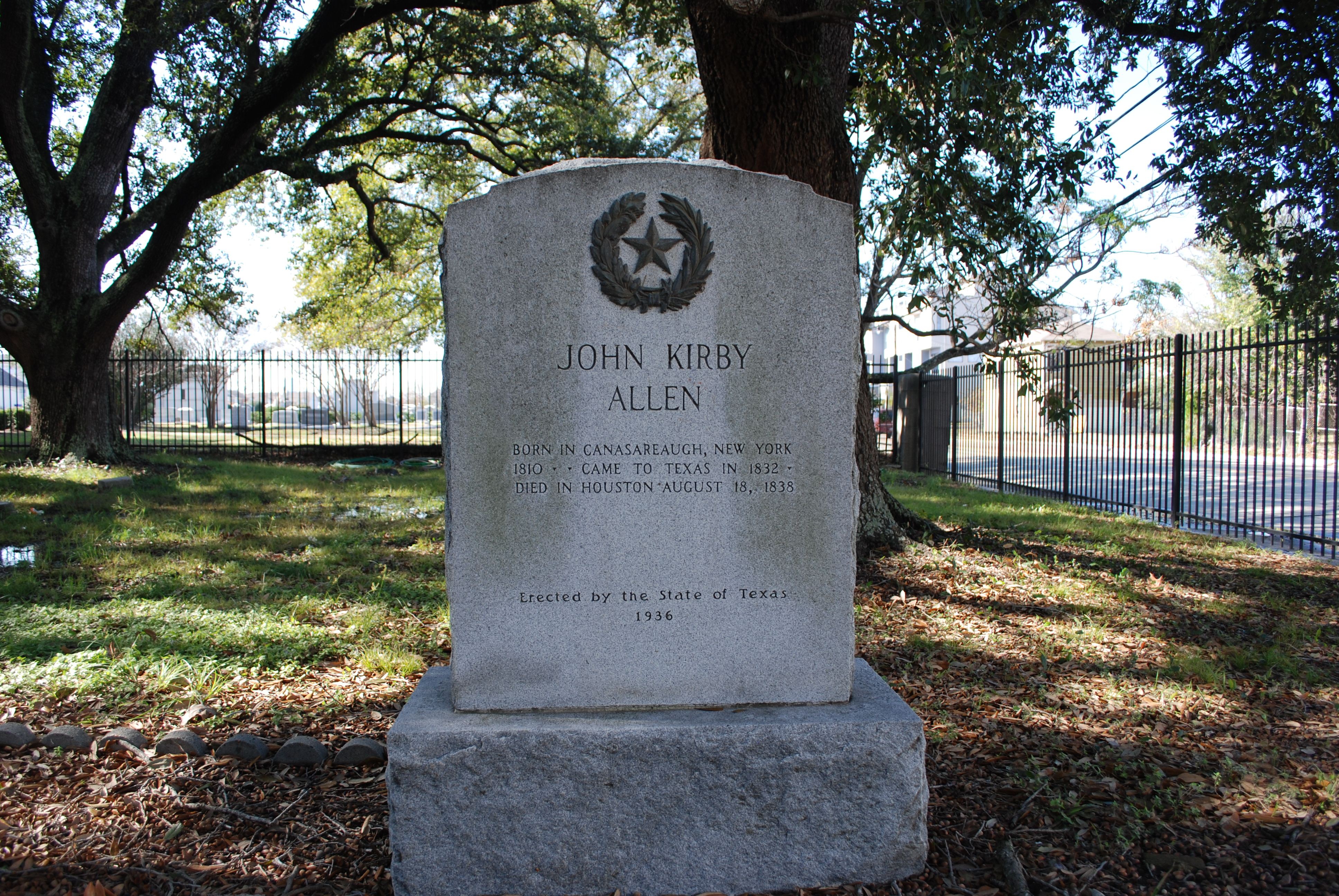
Lápida de John Kirby Allen en el cementerio Founders Memorial

Uno de los entierros más notables del cementerio es el del cofundador de Houston, John Kirby Allen. Además, aquí están enterrados muchos veteranos de la Revolución de Texas. También está enterrada aquí Rebecca Lamar, quien fue la madre del segundo presidente de la República de Texas, Mirabeau Lamar. Aquí se erigió un cenotafio para Mary Smith Jones, ex primera dama de Texas. La tumba de su primer marido, Hugh McCrory, un veterano del ejército de Texas, se encuentra en este cementerio. En el Cementerio Founders Memorial también está enterrado James Collinsworth, quien fue uno de los firmantes de la Declaración de Independencia de Texas, primer Presidente del Tribunal Supremo de Texas, Secretario de Estado interino de Texas y Senador de la República de Texas. Otro firmante de la Declaración de Independencia de Texas, John W. Moore, también se encuentra aquí.  Amigo de William B. Travis, Moore finalmente se convirtió en el primer sheriff del condado de Harris y más tarde en concejal de la ciudad de Houston.